# Othmane Belfaa
Othmane Belfaa (Lille, Francia, 18 de octubre de 1961) es un atleta argelino de origen francés retirado especializado en la prueba de salto de altura, en la que consiguió ser medallista de bronce mundial en pista cubierta en 1985.

## Carrera deportiva
En los Juegos Mundiales en Pista Cubierta de 1985 ganó la medalla de bronce en el salto de altura, con un salto por encima de 2.27 metros que fue récord nacional argelino, tras el sueco Patrik Sjöberg (oro con 2.32 metros) y el cubano Javier Sotomayor (plata con 2.30 metros).